# La Tour de Nesle (film, 1909)
Pour les articles homonymes, voir La Tour de Nesle (homonymie).
 (juin 2013).
Si vous disposez d'ouvrages ou d'articles de référence ou si vous connaissez des sites web de qualité traitant du thème abordé ici, merci de compléter l'article en donnant les références utiles à sa vérifiabilité et en les liant à la section « Notes et références ».
Pour plus de détails, voir Fiche technique et Distribution.
La Tour de Nesle est un film français muet de court métrage réalisé en 1909 par Albert Capellani.

## Fiche technique
- Titre : La Tour de Nesle
- Réalisation : Albert Capellani
- Scénario : d'après la pièce de théâtre La Tour de Nesle d'Alexandre Dumas et Frédéric Gaillardet
- Société de production : Pathé Frères
- Société de distribution : Pathé Frères (France)
- Pays de production :  France
- Genre : Drame et historique
- Date de sortie : 
  - France : 20 août 1909 (Lyon)

## Distribution
- Henry Krauss : Buridan, l'ancien page et amant de Marguerite de Bourgogne
- Andrée Mégard : Marguerite de Bourgogne, la reine de France, perverse et cruelle
- René Alexandre : Gaultier d'Aulnay, un jeune noble, l'actuel favori de Marguerite
- Andrée Pascal
- Paul Capellani